# Red House Painters
Cet article concerne le groupe. Pour leur deuxième album, voir Red House Painters (Rollercoaster). Pour leur troisième, voir Red House Painters (Bridge).
Red House Painters est un groupe de rock américain, originaire de San Francisco, en Californie. Il est formé au début des années 1990 autour de Mark Kozelek auteur, compositeur et interprète. Red House Painters compte six albums studio.

## Biographie
Pendant son séjour à Atlanta, en Géorgie, Kozelek se lie d'amitié avec Anthony Koutsos, un batteur. Il emménage ensuite à San Francisco, en Californie, recrutant le guitariste Gorden Mack et le bassiste Jerry Vessel pour compléter la formation de Red House Painters. Après sa création, le groupe joue sur la scène de San Francisco et enregistre des démos entre 1989 et 1992. Le groupe signe chez 4AD en 1992, grâce à une démo qui passera entre les mains du dirigeant de 4AD, Ivo Watts-Russell, par le biais du chanteur d'American Music Club, Mark Eitzel.
Entre septembre 1992 et mars 1995, le groupe publie trois albums studio, un double album, et un EP. Leur premier chez 4AD est un album composé de démos intitulé Down Colorful Hill. En 1993, le groupe sortira ensuite deux albums homonymes (désormais intitulés Rollercoaster et Bridge à cause de leurs couvertures. Au début de 1994, ils publient un EP intitulé Shock Me, qui comprend deux reprises d'une chanson de KISS écrite par Ace Frehley. L'album introspectif Ocean Beach suit au printemps 1995. Le guitariste Gorden Mack part peu après la sortie de l'album, avant son remplacement par Phil Carney.
Kozelek commence un projet solo, et se sépare de 4AD après une relation tumultueuse ; l'album Songs for a Blue Guitar est publié au label Supreme Recordings/Polygram d'Island Records en été 1996. L'album comprend de longs guitar jams et des reprises. Au début de 1998, leur sixième album est terminé. Cependant, le groupe commence à partir en lambeaux. Ce n'est pas avant 2001 que l'album Old Ramon est publié au label Sub Pop.
Après la séparation du groupe, Mark Kozelek enregistre une série d'albums studio dont un double album live, intitulé Little Drummer Boy. Depuis, Mark Kozelek a formé un nouveau groupe, Sun Kil Moon.

## Style musical
Musicalement, le style du groupe est décrit folk rock,, sadcore,, slowcore, rock indépendant et rock alternatif,.

## Membres
- Mark Kozelek – chant, guitare (1988–2001)
- Anthony Koutsos – batterie (1988–2001)
- Jerry Vessel – basse (1988–2001)
- Gorden Mack – guitare (1988–1995)
- Phil Carney – guitare (1995–2001)

## Discographie

### Albums studio
- 1992 : Down Colorful Hill
- 1993 : Red House Painters aka Rollercoaster
- 1993 : Red House Painters aka Bridge
- 1995 : Ocean Beach
- 1996 : Songs for a Blue Guitar
- 1998 : Old Ramon (sortie prévue au printemps 1998, mais retardé au 10 avril 2001)

### Albums live
- 2020 : Local Anesthetic' KFOG Studios, San Francisco, December 3rd 1995. (Live)

### Compilations
- 1999 : Retrospective

### EP
- 1994 : Shock Me

### Singles promotionnels
- 1993 : Mistress
- 1993 : I Am a Rock / New Jersey
- 1995 : Summer Dress
- 1996 : All Mixed Up
- 1996 : Make Like Paper

### Bandes son
- Have You Forgotten (dans Vanilla Sky)
- Japanese to English (dans Amateur)
- All Mixed Up (dans Excess Baggage)
- Song for a Blue Guitar (dans The Girl Next Door)

### Autres apparitions
- 1998 : Milkshake - A CD to Benefit the Harvey Milk Institute (timmi-kat ReCoRDS)
- 2000 : Take Me Home: A Tribute to John Denver (Badman Records)